# تاریخ در فیلم، جلد ۲
تاریخ در فیلم، جلد ۲ (به انگلیسی: HIStory on Film, Volume II) یک کلکسیون از موزیک ویدئوهای مایکل جکسون است که در سال ۱۹۹۷ منتشر شد.

## لیست موزیک ویدئوها
قسمت اول
1. شروع برنامه
2. تیزر تبلیغاتی تاریخ
3. «بیلی جین» (موتاون ۲۵: دیروز، امروز، برای همیشه)
4. «بزن به چاک»
5. «دختر لیبری»
6. «مجرم زیرک» (نسخه‌ی کامل مون‌واکر)
7. «جوایز موزیک ویدیوی ام‌تی‌وی سال ۱۹۹۵» 
  - تا به اندازهٔ کافی گیرت نیومده بس نکن
  - حسی که تو به من میدی
  - جیغ
  - بزن به چاک
  - سیاه یا سفید
  - بیلی جین
  - خطرناک
  - تو تنها نیستی
8. «تریلر»

قسمت دوم
1. «جیغ» (همراه با جانت جکسون)
2. «کودکی» (موسیقی متن نهنگ آزاد ۲ "Free Willy 2: The Adventure Home")
3. «تو تنها نیستی»
4. «ترانه زمین»
5. «به ما اهمیتی نمی‌دن» (نسخه‌ی برزیل)
6. «غریبه‌ای در مسکو»
7. «خون روی زمین رقص (میکس)»
8. «خودت را نگه دار»